# Olve Eikemo
Abbath Doom Occulta, eller Olve Eikemo, som hans riktiga namn är, föddes 27 Juni 1973 i Bergen, Norge. Mest känd är han för sin medverkan i black metal-bandet Immortal, där han spelade basgitarr (1991–1998), trummor (1993–1995), gitarr (1998– 2003 och 2006–2015) och sjöng (1991–2003 och 2006–2015). Abbath har även spelat basgitarr i det norska bandet Old Funeral, samt sjöng och spelade gitarr i gruppen I.
Abbath spelade gitarr och sjöng i Immortal, men på vissa av bandets album spelade han även trummor.
Eikemo lämnade Immortal 2015 och startade bandet Abbath tillsammans med basisten Tom Cato Visnes (även känd som King / King ov Hell) och trummisen Kevin Foley (aka "Creature").

## Diskografi

### Med Old Funeral
- Abduction of Limbs (demo, 1990)
- Join the Funeral Procession (samlingsalbum, 1999)
- The Older Ones (samlingsalbum, 1999)

### Med Amputation
Demos
- Achieve the Mutilation (demo, 1989)
- Slaughtered in the Arms of God  (demo, 1990)

### Med Immortal
Demos och EP
- The Northern Upins Death (demo, 1990)
- Promo '91 (demo, 1991)
- Unholy Forces of Evil (EP, 1991)

Album
- Diabolical Fullmoon Mysticism (1992)
- Pure Holocaust (1993)
- Battles in the North (1995)
- Blizzard Beasts (1997)
- At the Heart of Winter (1999)
- Damned in Black (2000)
- Sons of Northern Darkness (2002)
- All Shall Fall (2009)

Videor och övrigt
- Masters of Nebulah Frost (VHS, 1995)
- True Kings of Norway (delad album: Emperor / Dimmu Borgir / Immortal / Arcturus / Ancient, 2000)
- Live at BB Kings Club New York 2003 (DVD, 2005)

### Med I
- Between Two Worlds (studioalbum, 2006)

### Med Abbath
- "Count The Dead" (7" vinyl singel, 2015)
- Abbath (CD-album, 2016)
- "Calm in Ire (Of Hurricane)" (digital singel, 2019)
- "Outstrider" (digital singel, 2019)
- Outstrider (CD-album, 2019)